# Glyphotaelius pellucidus
Glyphotaelius pellucidus – owad z rzędu chruścików (Insecta: Trichoptera), z rodziny Limnephilidae. Limnefil preferujący drobne zbiorniki śródleśne oraz wolno płynące śródleśne strumienie.  Gatunek eurosyberyjski, spotykany w litoralu śródleśnych jezior, na dnie z opadłymi liśćmi. Gatunek rzadki w Polsce. Larwy budują charakterystyczne domki z butwiejących fragmentów liści: w środku rurkowaty domek, od dołu i z góry przykryty szerszymi fragmentami liści, przypomina nieco kanapkę z parówką w środku. Podobne domki buduje jedynie Nemotaulius punctatolineatus, jednakże najczęściej z zielonych fragmentów roślin wodnych.